# سوگیری حمایت از انتخاب
سوگیری حمایت از انتخاب (به انگلیسی: Choice-supportive bias)، یکی از جهت‌گیری‌های شناختی مغز انسان است. در این جهت‌گیری شناختی، شخص تصمیم‌گیرنده فقط به صرف این که آن تصمیم را گرفته، بر آن پافشاری و تأکید می‌کند. از دیدگاه شخص ما، تصویری که ما از تصمیمات خود در ذهن خود داریم گاهی به اندازهٔ خود آن تصمیم پراهمیت است، به خصوص در مشخص کردن این که این تصمیم تا چه اندازه احساس پشیمانی یا رضایت برای ما به ارمغان می‌آورد. اگر بخواهیم این پدیدهٔ روان‌شناختی را در یک جمله خلاصه کنیم، این‌طور می‌توان گفت که: «این گزینه، انتخاب من بوده و در نتیجه بهترین گزینه است.»
طبق پژوهش‌های انجام شده تمایلِ به حمایت از انتخاب به مراتب در بین افراد مسن شایع‌تر از جوانان است.
سیستم ادراک و شناخت ما، ذهنیت ما را به شکلی در به خاطر سپاری تصمیم‌هایمان مغشوش می‌کند که جنبه‌ها و نتیجه‌های مثبت تصمیم، فارغ از اینکه در تصمیم‌گیری اصلی ما وجود داشته‌اند یا نه، به عنوان بخشی از تصمیم ما به خاطر سپرده شده و گزینه‌های منفی به تصمیماتی رد شده توسط ما مرتبط می‌شوند. به شکل ساده اینگونه می‌توان گفت که سیستم شناخت و ادراک ما، فریبمان داده و جنبه‌های مثبت را به تصمیممان وصل کرده و ما را از گزینه‌های منفی در تصمیمات منفک می‌کند.
از دیدگاه منطق و استدلال، رسالت تصمیم‌گیری «انتخاب بهترین گزینه از بین گزینه‌های موجود» است. به همین سبب از دیدگاه ما گزینه انتخاب شده توسط ما بهترین گزینه بوده و بالطبع گزینه‌های رد شده گزینه‌های اشتباه یا نامناسبی بوده‌اند. به‌طور کلی باید این نکته را با دقت در نظر داشت که جهت‌گیری‌های شناختی و بالاخص تمایل به حمایت از انتخاب می‌توانند دیدگاه بیطرفانه و صحیح ما از واقعیت و حقیقت را مغشوش کرده و به جای آن برداشتی جهت‌گیرانه از همان حقیقت را جایگزین کنند.

## مثال
شما یک تلفن همراه آیفون ۶پلاس خریدید و دوست شما یک گلکسی نوت ۴. شما و دوستتان در مورد گوشی‌هایتان با هم بحث می‌کنید و به نوعی گوشی‌های خود را به رخ هم می‌کشید. معمولاً در چنین موقعیتی شما از نقاط ضعف گوشی خود چشم‌پوشی کرده و نقاط قوت آن را برشمرده و برجسته می‌کنید و بلعکس ایرادات گوش دوستتان را گوشزد کرده و نقاط قوت آن را برنمی‌شمرید. گوشی آیفون به صرف اینکه تصمیم شما بوده، مورد حمایت شما قرار گرفته‌است و چه بسا شما تا حدودی بر این آگاه هستید که گوشی شما در بسیاری از موارد از گوشی دوستتان ضعیف‌تر عمل می‌کند.